# Załusków
Załusków [zaˈwuskuf] est un village polonais de la gmina d'Iłów dans le powiat de Sochaczew et dans la voïvodie de Mazovie.
Il se situe à environ 5 kilomètres au sud-ouest d'Iłów, à 20 kilomètres au nord-ouest de Sochaczew et à 71 kilomètres à l'ouest de Varsovie.